# Tribehouse
Das Tribehouse war ein Club für elektronische Musik in Neuss. Gegründet wurde es 1994 durch drei Partner – Bayram Avucu, Erik Ludwig und Frank Klement. Die Eröffnungsparty fand am 2. September 1994 mit Resistance D. & The Jeyênne, Pascal FEOS, Oliver Bondzio, Tom und DJ Abyss + Tales statt. Die letzten Abschluss-Events fanden Anfang Mai 2009 statt.
Der Club war überregional bekannt für seine internationalen DJs. Größen wie Sven Väth, Tom Novy, Timo Maas, Loco Dice, Paul Cooper, WestBam, Mark Spoon und andere gehörten zu den Tribehouse-Residents. Bei den Dance Music Award (Deutscher Dance Award) erhielt das Tribehouse im Jahre 2004 den Preis für den besten Club; schon vorher erhielt es Nominierungen und gehörte stets zu den besten fünf.
Es bestanden zwei Räume: die große Main-Hall und die Lounge. In den Sommernächten wurde aus dem Eingangshof ein weiterer Floor, wo auch meist ein weiterer DJ Musik gespielt hat. Jedes Jahr im Januar wurde der gesamte Club aufwendig umgestaltet, was den Anlass zum so genannten ReOpening gab. Der Club war bekannt für seine großen thematischen Lichtkonzepte, arbeitete beispielsweise mit beleuchteten Plexiglaspaneelen und expressiven Lichtskulpturen. Von 1999 bis zur Schließung des Clubs in 2009, hat die Neusser Firma Heilight, die gesamten Räumlichkeiten jedes Jahr neu gestaltet und mit zunehmend anspruchsvollen Kreativkonzepten bespielt.
Weitere herausgehobene Veranstaltungen waren die Powerdays, die von 12:00 Uhr mittags bis in der Regel 8:00 morgens am Folgetag stattfanden.
Das Tribehouse-Team veranstaltet noch diverse externe Events, wie z. B. den Blauen See in Ratingen, der einmal im Jahr mit Sven Väth und anderen DJ-Größen stattfindet, den Mixery-Cave in der Balver Höhle, sowie in den Sommermonaten die Kiesgrube (Open-Air-Veranstaltungen immer sonntags von 10 Uhr bis 22 Uhr) in Neuss. Diverse Zeitungen und Zeitschriften bezeichnen die Kiesgrube als das "Ibiza am Rhein".
Die Tribehouse-Türpolitik war ein vieldiskutiertes Szenethema. Es wurde Wert auf das Styling und das Outfit gelegt. Der relativ hohe Altersdurchschnitt der Gäste lag zwischen Mitte 20 und Anfang 30. Bei einem geplanten Besuch sollten beide Punkte beachtet werden.
Am 3. Mai 2009 wurde die letzte Party im Tribehouse gefeiert. Danach stand die Location mehrere Monate leer. Am 25. September 2010 wurde der Club unter dem Namen "102 Club" (benannt nach der Hausnummer) wiedereröffnet.

## Auszeichnungen
- Dance Music Award
  - 2003: in der Kategorie „Bester Club National“